# Buchenurwald Uholka-Schyrokyj Luh

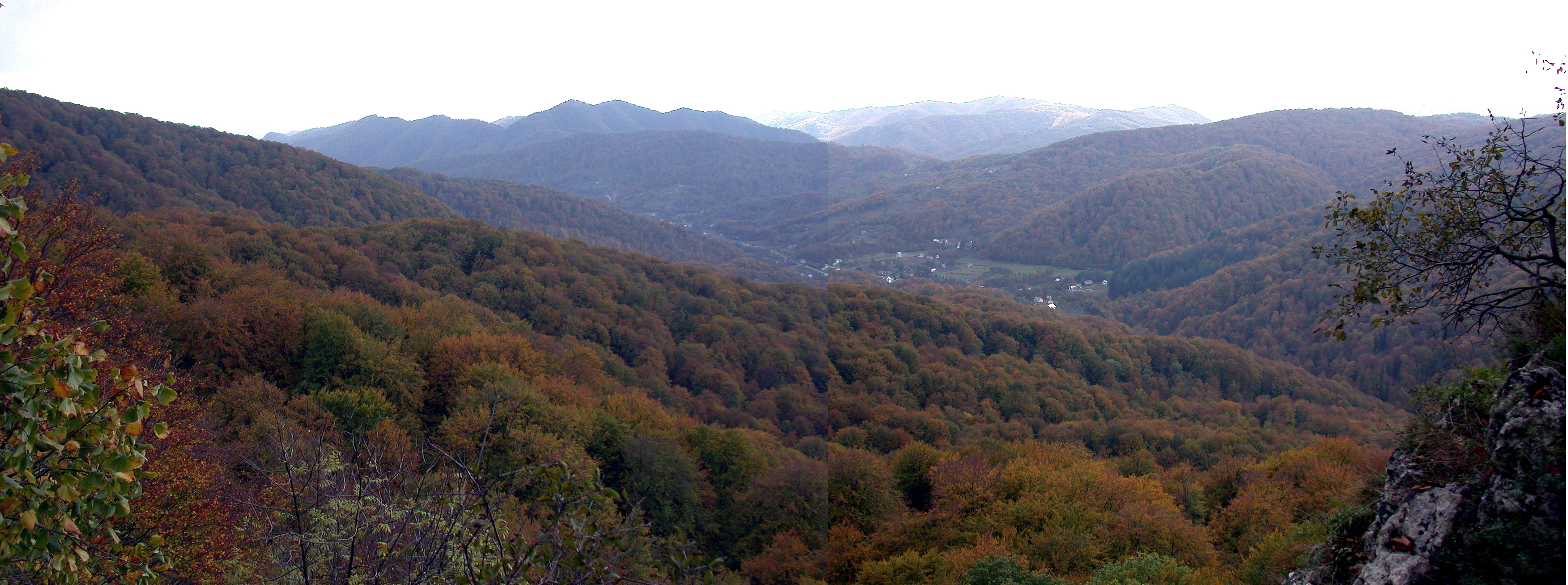
Ausblick vom Felsen «Tschur» über Mala Uholka

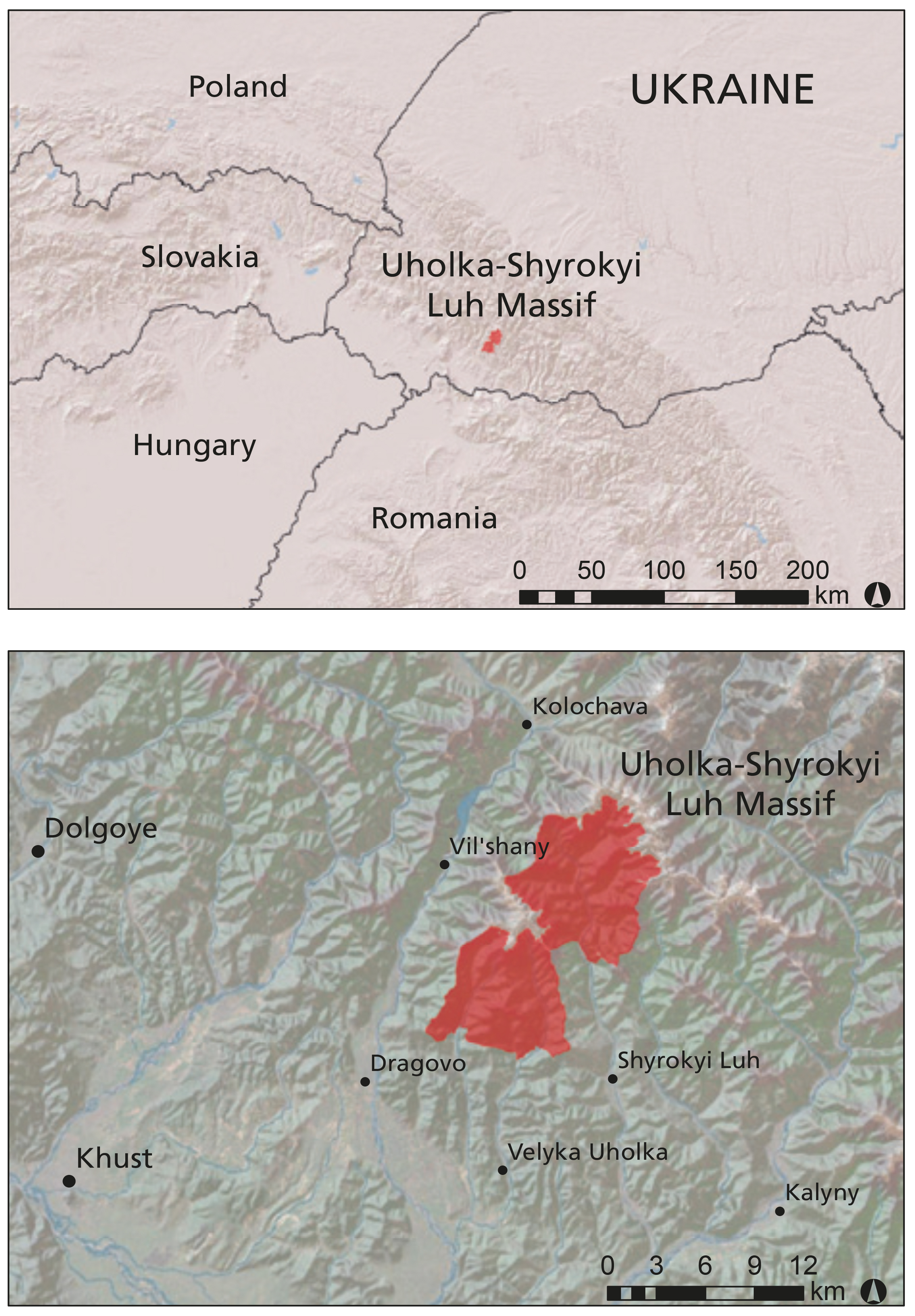
Lage der Reservate Uholka
[48° 16′ N, 23° 40′ O] und Schyrokyj Luh [48° 20′ N, 23° 44′ O

Das Schutzgebiet Uholka-Schyrokyj Luh liegt in Transkarpatien (auch Karpatenukraine) und gehört zum Karpaten-Biosphärenreservat. Es enthält den weltweit größten zusammenhängenden Urwald aus Rotbuche (Fagus sylvatica), rund 9000 ha. Teile dieser Buchenurwälder wurden bereits 1920 unter Schutz gestellt. Seit 1992 zählt das Reservat zum UNESCO-Weltnaturerbe, das 2007/2011 um weitere europäische Buchenurwäldern und alte Buchenwälder erweitert wurde. Uholka-Schyrokyj Luh ist Gegenstand der Naturforschung und der Urwald wurde 2010 erstmals in einem ukrainisch-schweizerischen Projekt inventarisiert. Für 2019 ist eine Veränderungsinventur geplant. Zudem wurde 2001 in Mala Uholka eine Forschungsfläche von 200 auf 500 m (10 Hektar) angelegt.
Das Schutzgebiet Uholka-Schyrokyj Luh liegt in Transkarpatien (auch Karpatenukraine) und gehört zum Karpaten-Biosphärenreservat. Es enthält den weltweit größten zusammenhängenden Urwald aus Rotbuche (Fagus sylvatica), rund 9000 ha. Teile dieser Buchenurwälder wurden bereits 1920 unter Schutz gestellt. Seit 1992 zählt das Reservat zum UNESCO-Weltnaturerbe, das 2007/2011 um weitere europäische Buchenurwäldern und alte Buchenwälder erweitert wurde. Uholka-Schyrokyj Luh ist Gegenstand der Naturforschung und der Urwald wurde 2010 erstmals in einem ukrainisch-schweizerischen Projekt inventarisiert. Für 2019 ist eine Veränderungsinventur geplant. Zudem wurde 2001 in Mala Uholka eine Forschungsfläche von 200 auf 500 m (10 Hektar) angelegt.

## Inventurergebnisse
Das Aufnahmegebiet von Uholka-Schyrokyj Luh umfasst 10'300 ha Wald, wovon 8800 als Urwald gelten, der Rest ist Naturwald. Auf 314 Probeflächen von je 500 m2 Größe wurden alle Bäume ab 6 cm Durchmesser (BHD) vermessen. 97 % sind Buchen, wovon die ältesten maximal 500 Jahre alt sind. Von den 6779 lebenden Probebäumen war der dickste eine Ulme mit 150 cm BHD, die dickste Buche hatte 140 cm BHD. Pro Hektare stehen 10 Buchen von mindestens 80 cm Durchmesser. Die Stammzahl der lebenden Bäume beträgt 435 N/ha, die Grundfläche 36,6 m2/ha und das Volumen 582 m3/ha. Zudem wurden 163 m3/ha stehendes und liegendes Totholz ermittelt. Die vertikale Struktur des Waldes ist vorwiegend dreischichtig, und Lücken im Kronendach sind meist kaum größer als die Krone eines herrschenden Baumes.

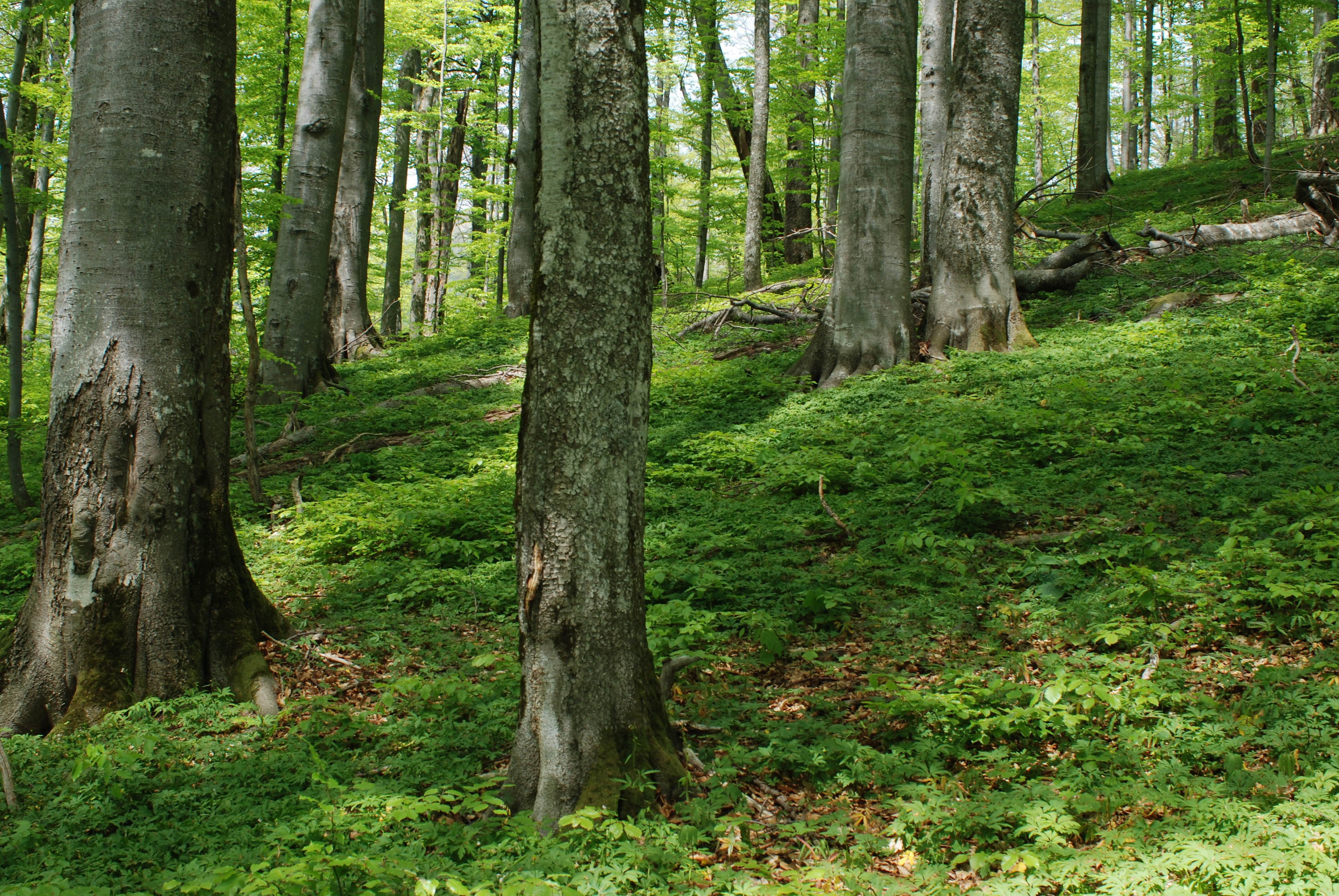
Buchenurwald Schyrokyj Luh
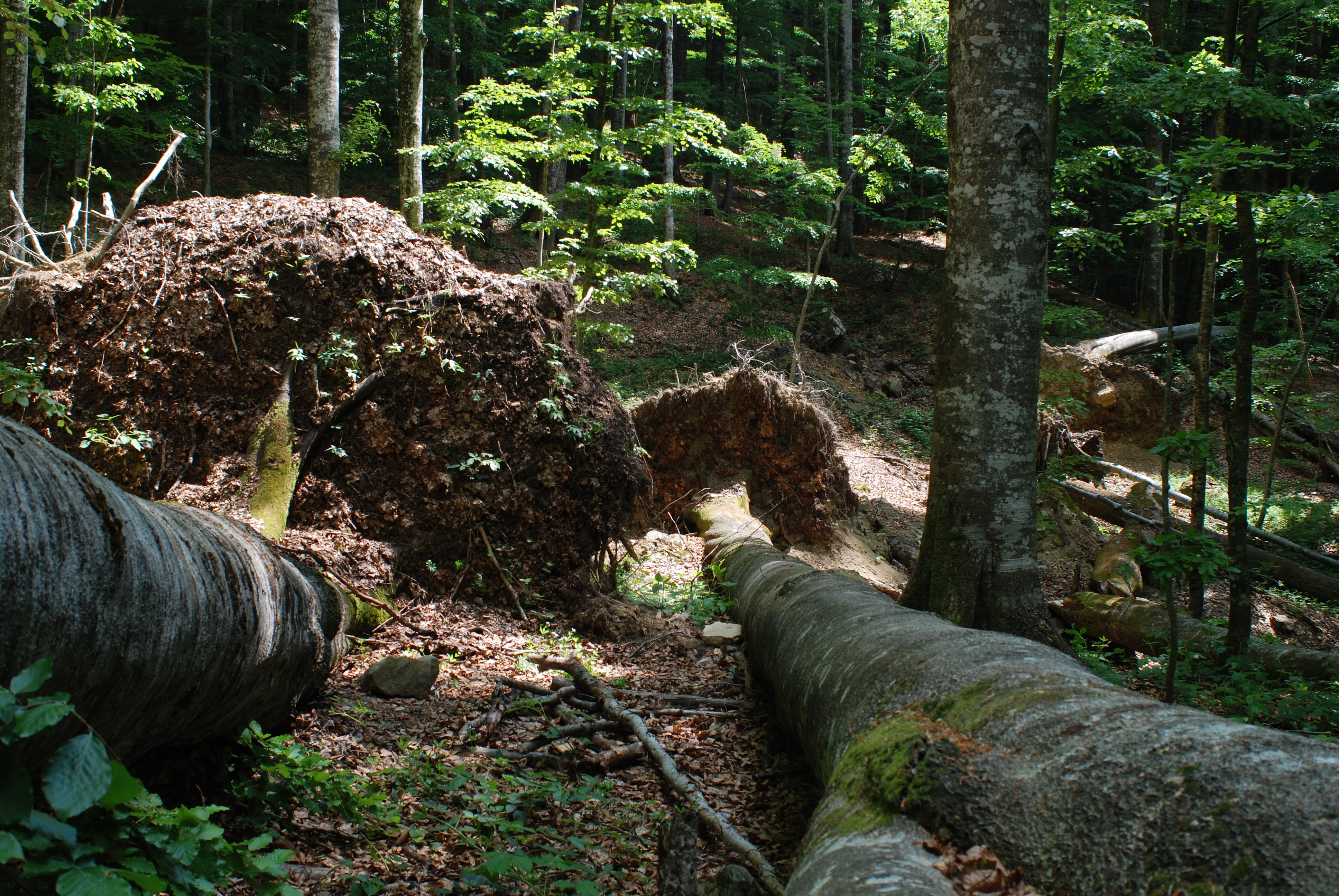
Windwurf in Schyrokyj Luh
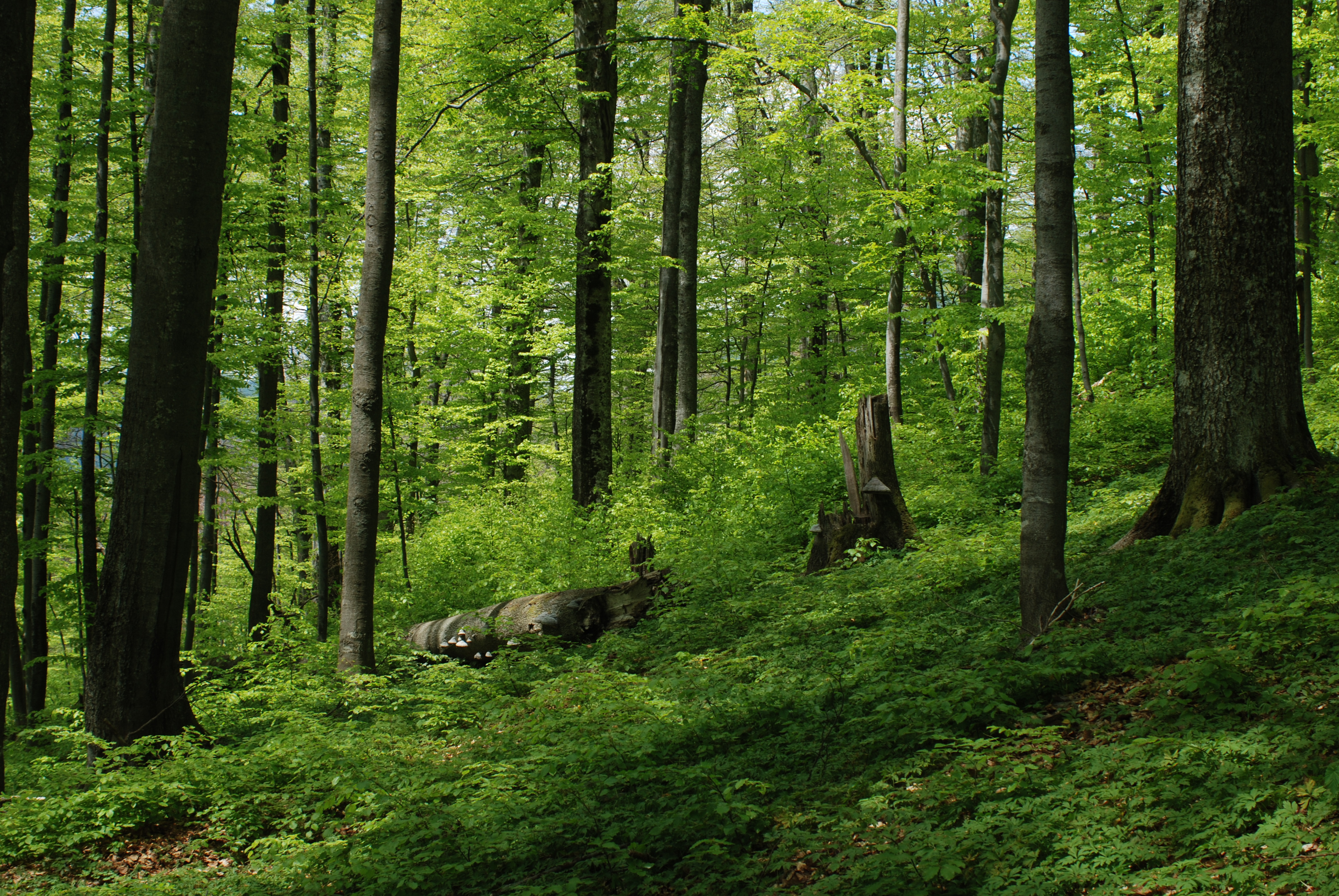
Verjüngungskegel in Schyrokyj Luh
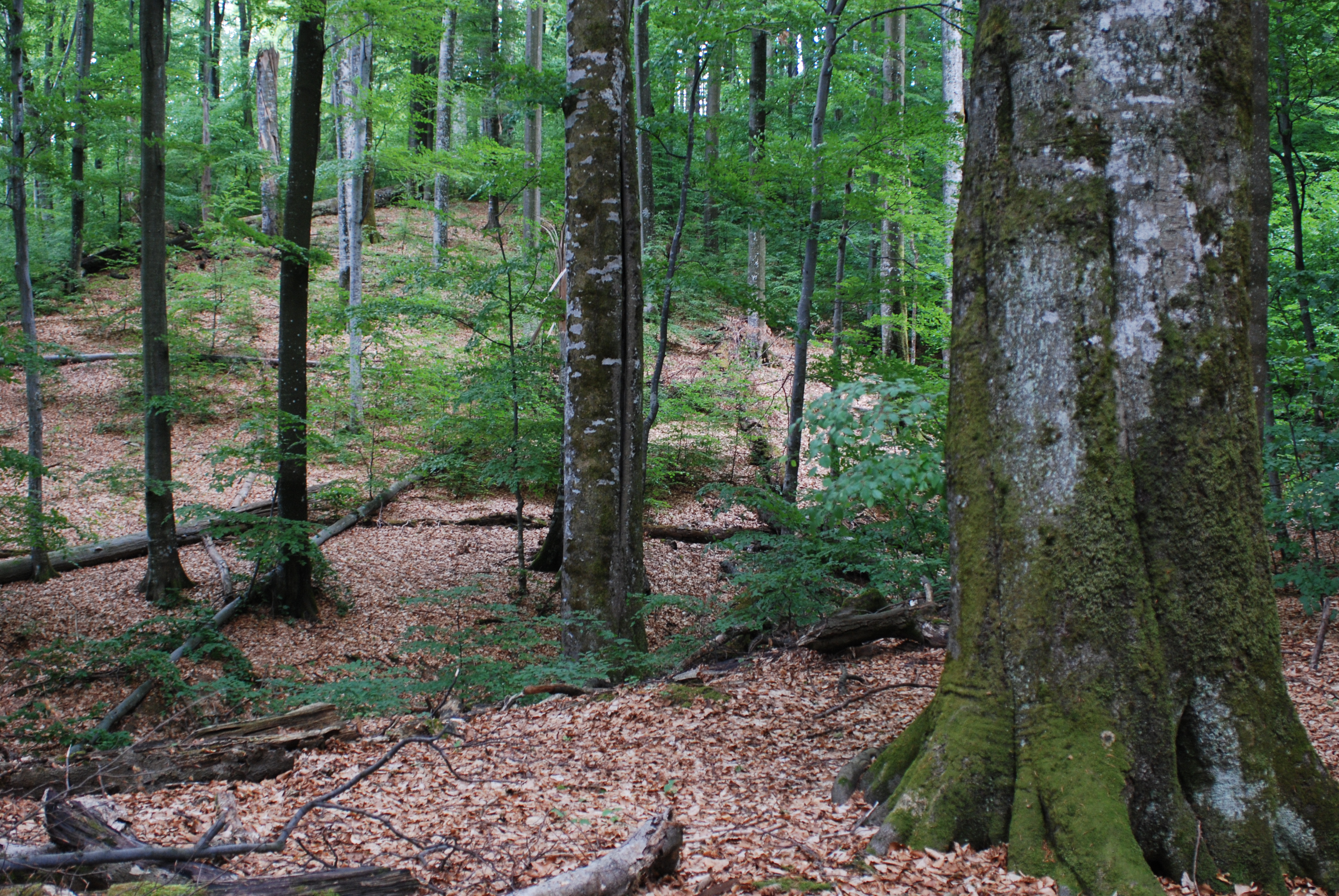
Buchenurwald Mala Uholka
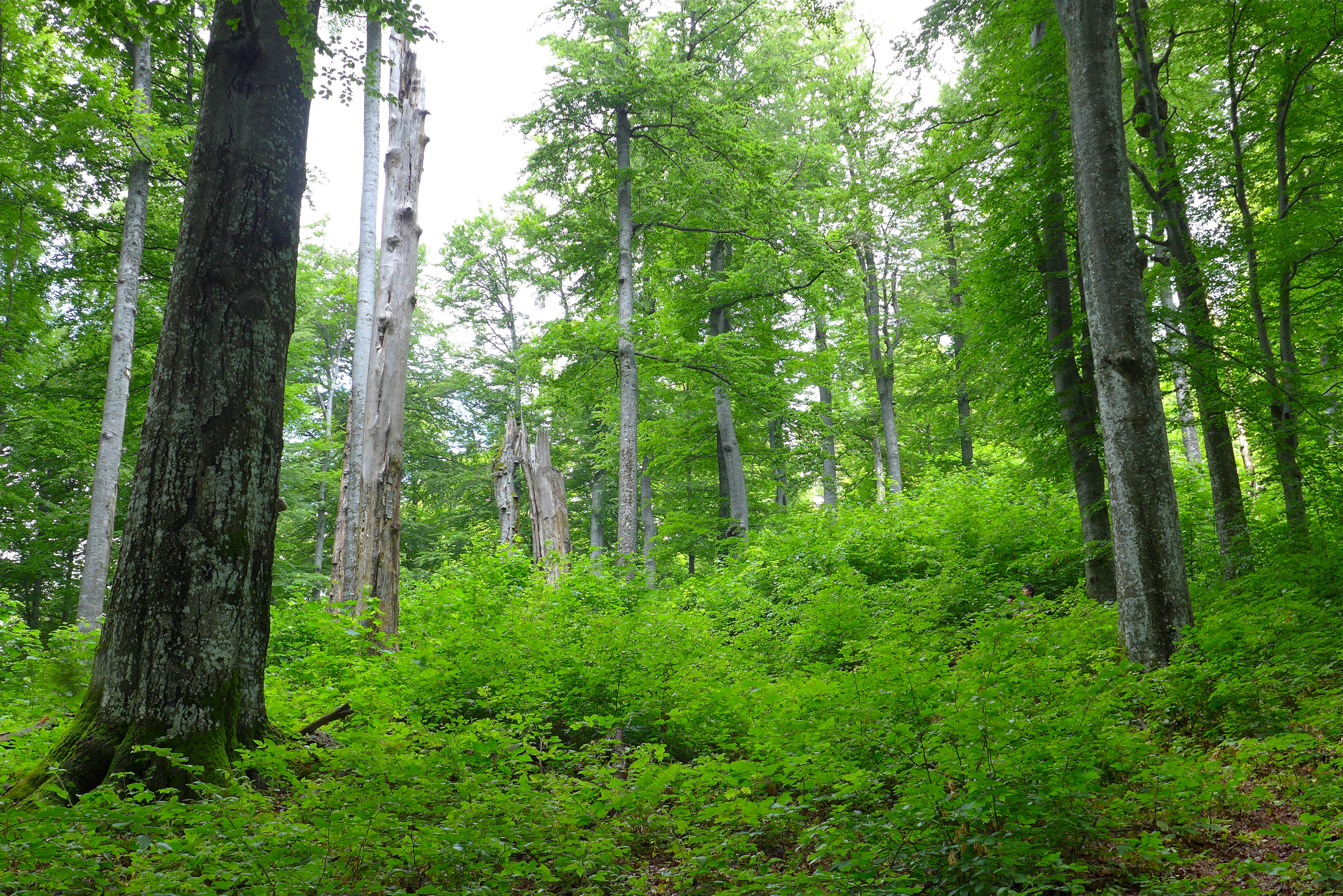
Verjüngung nach Windwurf in Mala Uholka
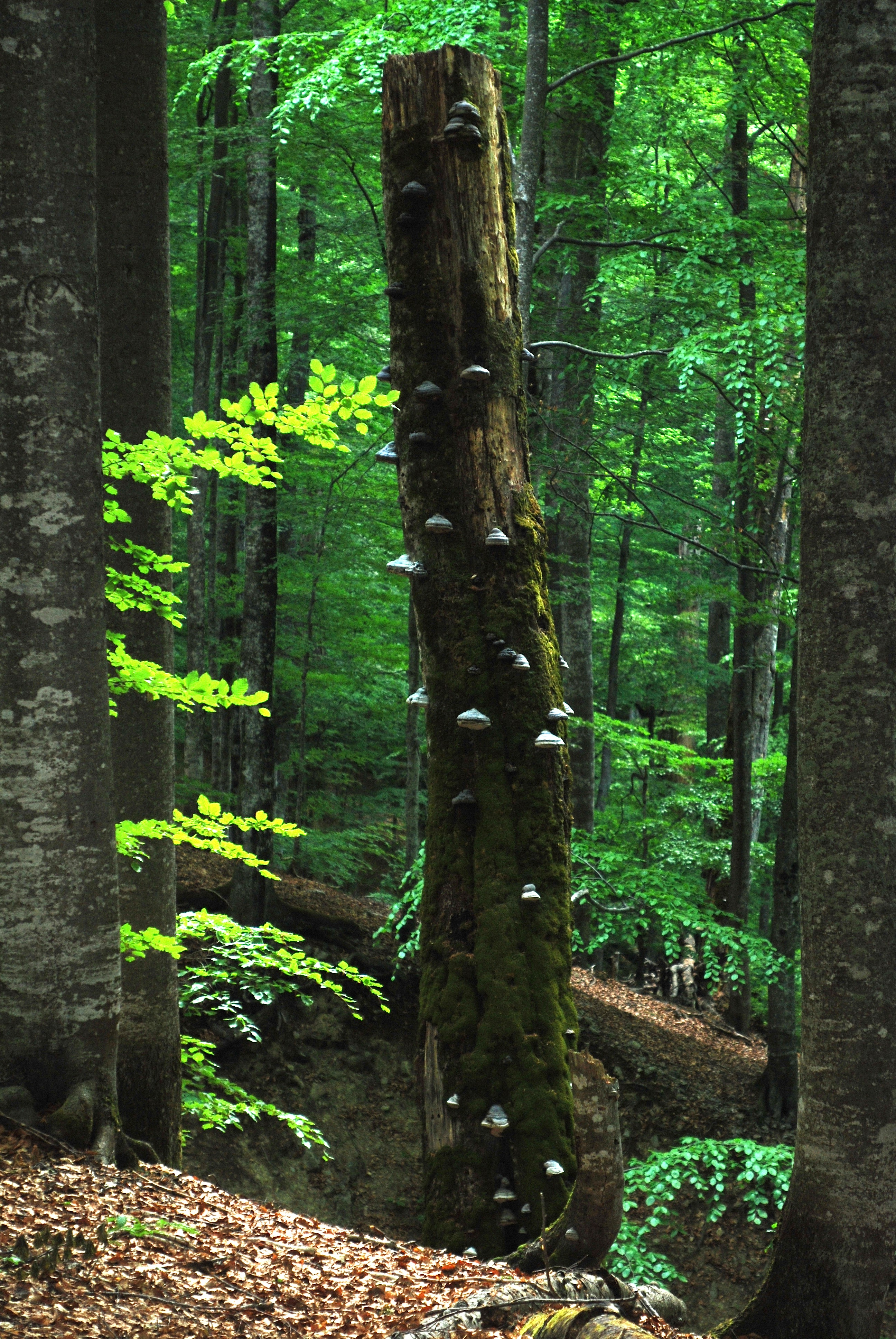
Mächtiger  Dürrständer in Schyrokyj Luh
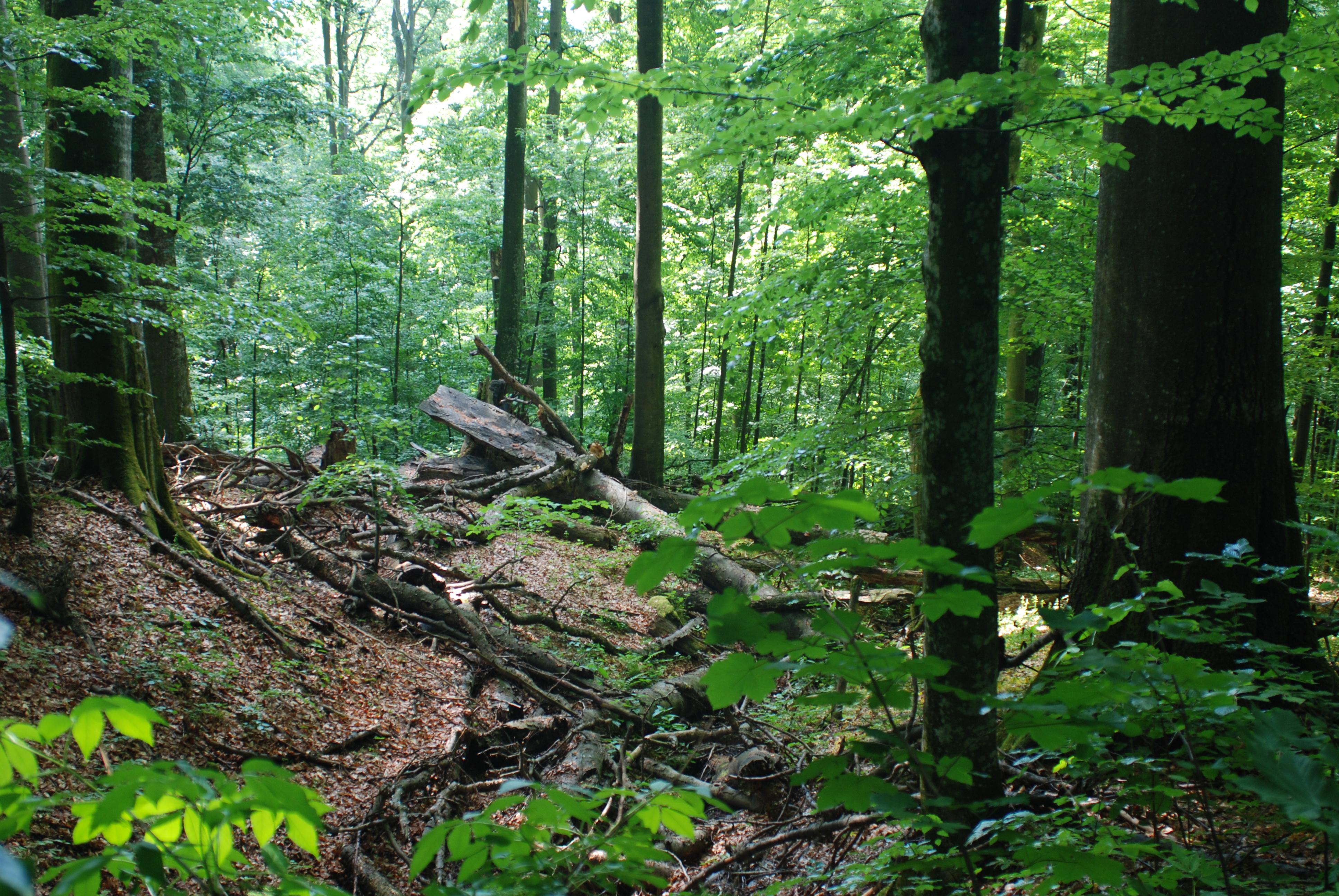
Forschungsfläche in Mala Uholka
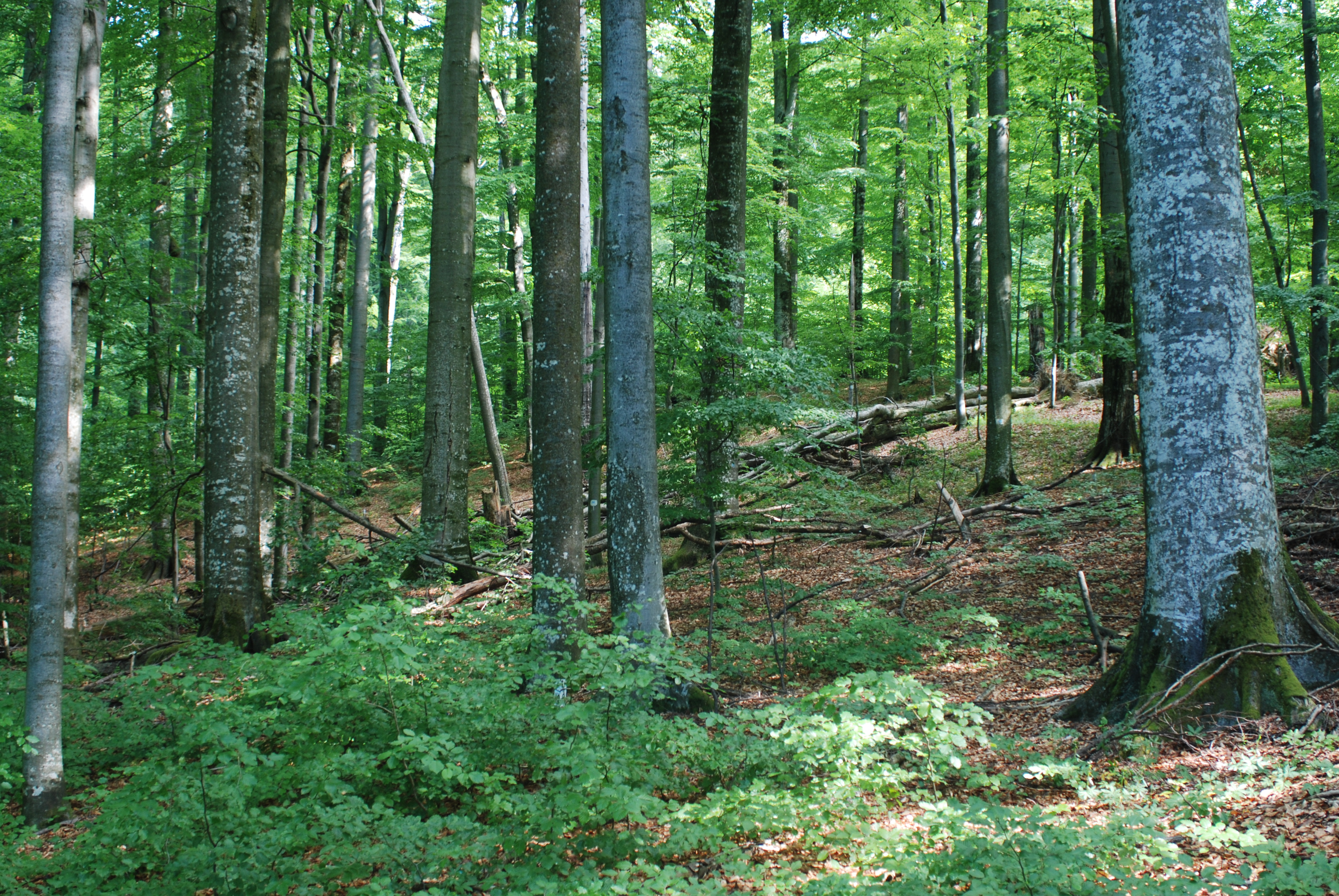
Forschungsfläche in Mala Uholka